# Cinq pièces pour piano (Chabrier)
Pour les articles homonymes, voir Cinq pièces pour piano.
Cinq pièces pour piano est un cycle de courtes pièces d'Emmanuel Chabrier, composé en 1890 et publié à titre posthume en 1897.

## Structure
1. Aubade : Pièce lyrique
2. Ballabile : Tourbillon musical
3. Caprice : D'une tonalité sentimentale
4. Feuillet d'album : en un mouvement assez lent de valse, et très tendrement
5. Ronde champêtre

## Source
- François-René Tranchefort (dir.), Guide de la musique de piano et de clavecin, Paris, Fayard, coll. « Les indispensables de la musique », 1987, 870 p. (ISBN 978-2213016399, BNF 34978617)